# デヴィッド・バーン
デヴィッド・バーン（David Byrne、1952年5月14日 - ）は、イギリス出身のアーティスト。1974年から1991年まで活動したアメリカのロックバンド、トーキング・ヘッズでの活動でも知られる。イギリス出身でニューヨーク在住だが、2012年までアメリカの市民権は選んでいない。現在はイギリスとアメリカの二重国籍。

## 来歴
イギリス・スコットランドのダンバートンで生まれる。妹がおり、父親は電子工学の技術者であった。2歳の時にカナダのオンタリオに引っ越し、8～9歳の時にアメリカのメリーランド州アナポリスに移る。5歳でハーモニカが吹けるようになり、高校に入学する前にギター、アコーディオン、およびヴァイオリンの演奏を習得。ロードアイランド・スクール・オブ・デザイン在学中、クリス・フランツとティナ・ウェイマスに出会い、トーキング・ヘッズを結成した。
1977年、トーキング・ヘッズはファースト・アルバム『サイコ・キラー'77』を発表。1978年のセカンド・アルバム『モア・ソングス』からプロデューサーにブライアン・イーノを迎える。
1981年2月、イーノとの共同アルバム『ブッシュ・オブ・ゴースツ』を発表。同年12月、アルバム『キャサリン・ホウィール/回転花火』を発表。この年、The B-52'sからアルバムのプロデュースの依頼を受け、ニューヨークのスタジオにグループとともに入るが、レコード会社との軋轢のため、6曲しか録音できなかった。The B-52'sは、1982年1月にEP『Mesopotamia』として発表した。
1986年にはトーキング・ヘッズの7枚目のアルバム『トゥルー・ストーリーズ』発売に平行して、アルバムと同名の映画を作成するなど映像分野にも進出していたが、徐々にバンド内に亀裂が生じ間もなくトーキング・ヘッズは活動を停止した。
映画『ラストエンペラー』の音楽を手がけ、坂本龍一、コン・スーとともに、1987年度アカデミー賞作曲賞を受賞している。
バンド解散の前後からバーンはラテン音楽への傾倒を強め、ワールドミュージック専門のレーベル「ルアカ・バップ」を設立。自ら南米やカリブ諸地域を旅して周り、同地域を中心とした音楽・ミュージシャンとの交流や欧米シーンへの紹介・発掘を進めていた。当然ながらソロ活動もワールドミュージック路線を全面に打ち出した音楽性となり、1989年にセカンド・アルバム『レイ・モモ』、1991年のインスト作品『ザ・フォレスト』を経て1992年のアルバム『UH-OH』でその方向性はひとつの頂点を迎えた。同作からのシングル「She's Mad」がアメリカのモダンロック・チャートで3位を記録するヒットとなり、さらにそのプロモーション・ビデオは同年のMTVミュージック・ビデオ・アワードで2部門ノミネートの高評価を獲得。同作発表に伴い行われた、日本公演を含む1992年のツアーも盛況を収め、ツアー途中の10月、ハロウィンに行ったライブを題材にした映像作品『Between The Teeth』も制作された。
その後、セルフタイトルとなった4枚目のアルバム（1994年）、ステファン・サグマイスターがジャケットカバーを担当したアルバム『フィーリングス』（1997年）、ラジオヒット「Like Humans Do」を収録したアルバム『ルック・イントゥ・ジ・アイボール』（2001年）、管弦楽器・吹奏楽器を全面に配したアルバム『グロウン・バックワーズ』（2004年）等々、大きな停滞期もなくおよそ3年周期でソロ・アルバムのリリースを続ける。2009年には実に27年ぶりにブライアン・イーノと共作（イーノが作曲とプロデュース、バーンが作詞とボーカルを担当）した『エヴリシング・ザット・ハプンズ・ウィル・ハプン・トゥデイ』を発表。2010年にはファットボーイ・スリムと共同制作したコンセプト・サントラ・アルバム『ヒア・ライズ・ラヴ』をリリースしている。
2011年公開の映画『きっと ここが帰る場所』に出演し、コンサートのシーンで「ジス・マスト・ビー・ザ・プレイス」を演奏した。
私生活では、1987年に妹のティナ・ラッツ（ティナ・チャウ）と共に日本でモデルをしていたコスチューム・デザイナーで女優のアデル・ラッツ（日本で活動していた当時の芸名はバニー・ラッツ。ドイツ人の父と日本人の母を持つ）と結婚し、一子を儲けたが、2004年に離婚した。

## ディスコグラフィ

### ソロ・アルバム
- 『ブッシュ・オブ・ゴースツ』 - My Life in the Bush of Ghosts (1981年) ※with ブライアン・イーノ
- 『レイ・モモ』 - Rei Momo (1989年)
- 『UH-OH』 - Uh-Oh (1992年)
- 『デヴィッド・バーン』 - David Byrne (1994年)
- 『フィーリングス』 - Feelings (1997年)
- 『ルック・イントゥ・ジ・アイボール』 - Look into the Eyeball (2001年)
- 『グロウン・バックワーズ』 - Grown Backwards (2004年)
- 『エヴリシング・ザット・ハプンズ・ウィル・ハプン・トゥデイ』 - Everything That Happens Will Happen Today (2008年) ※with ブライアン・イーノ
- 『ラヴ・ディス・ジャイアント』 - Love This Giant (2012年) ※with セイント・ヴィンセント
- 『アメリカン・ユートピア』 - American Utopia (2018年)

### サウンドトラック・アルバム
- 『キャサリン・ホウィール/回転花火』 - The Catherine Wheel (1981年)
- 『ミュージック・フォー・ザ・ニー・プレイズ』 - Music for "The Knee Plays" (1985年)
- Sounds from True Stories (1986年)
- 『ラストエンペラー オリジナル・サウンドトラック』 - The Last Emperor (1987年)
- 『ザ・フォレスト』 - The Forest (1991年)
- Your Action World (1999年)
- In Spite of Wishing and Wanting (1999年)
- E.E.E.I. (Envisioning Emotional Epistemological Information) (2003年)
- 『リード・アス・ノット・イントゥ・テンプテーション - ミュージック・フロム・ザ・フィルム・ヤング・アダム』 - Lead Us Not into Temptation (2003年)
- Big Love: Hymnal (2008年) ※ドラマ『ビッグ・ラブ』セカンド・シーズンのサントラ
- 『ヒア・ライズ・ラヴ』 - Here Lies Love (2010年) ※with ファットボーイ・スリム
- American Utopia on Broadway Original Cast Recording (2019年)

## 著作
- True Stories (1986年)
- Strange Ritual(1995年)
- Your Action World (1999年)
- The New Sins (Los Nuevos Pecados) (2001年)
- David Byrne Asks You: What Is It? Smart Art Press (2002年)
- Envisioning Emotional Epistemological Information with DVD (2003年)
- Arboretum (2006年)
- Bicycle Diaries (2009年)
- 『音楽のはたらき』 - How Music Works (2012年) ※野中モモ訳
- A History of the World (in Dingbats): Drawings & Words (2022年)

### 絵本
- 『おこしておきたい おそくまで』 - Stay Up Late (1987年) ※絵・マイラ・カルマン、神宮輝夫訳
- 『アメリカン・ユートピア』 - American Utopia (2020年) ※絵・マイラ・カルマン、ピーター・バラカン訳